# Fry y la fábrica de Slurm
«Fry y la fábrica de Slurm» (título original: «Fry and the Slurm Factory») es el decimotercer y último episodio de la primera temporada de la serie de televisión de dibujos animados estadounidense Futurama.